# 383 km (obwód riazański)
383 km (ros. 383 км) – przystanek kolejowy w miejscowości Sasowo, w obwodzie riazańskim, w Rosji. Położony jest na linii Moskwa – Riazań – Samara.